# Districten van Brunei

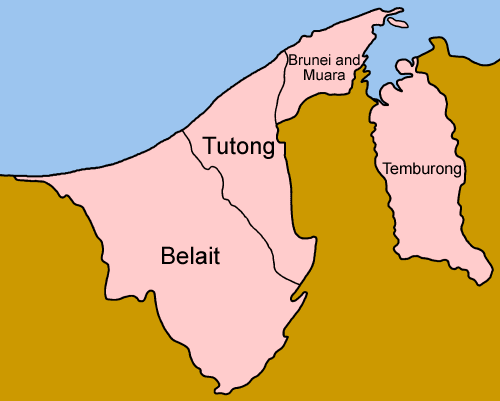
De provincies van Brunei

Brunei is onderverdeeld in vier districten, die daerah worden genoemd:
- Belait
- Brunei en Muara
- Temburong
- Tutong

Deze districten zijn onderverdeeld in mukims.